# Nesiotoniscus corniculatus
Nesiotoniscus corniculatus is een pissebed uit de familie Trichoniscidae. De wetenschappelijke naam van de soort is voor het eerst geldig gepubliceerd in 1926 door Verhoeff.